# Gmünd, Gmünd
Gmünd là một thị xã ở Waldviertel trong bang của Áo Niederösterreich, là thủ phủ của Gmünd. Đô thị này gồm các Katastralgemeinde Böhmzeil, Breitensee, Eibenstein, Gmünd và Grillenstein. Đô thị này nằm bên sông Lužnice (Lainsitz) nơi nó tạo thành biên giới với České Velenice thuộc nước Séc.

## Cư dân nổi bật
- Alfred Worm, ký giả
- Walter Nowotny

## Kết nghĩa
- Sarreguemines, Pháp